# Фірлюк китайський
Фірлюк китайський (Mirafra erythrocephala) — вид горобцеподібних птахів родини жайворонкових (Alaudidae). Мешкає в Індокитаї. Раніше вважався підвидом великодзьобого фірлюка.

## Опис
Довжина птаха становить 15 см, з яких від 7,3 до 4,6 см припадає на хвіст. Довжина дзьоба становить 1,5-1,7 см. Виду не притаманний статевий диморфізм.
Забарвлення китайського фірлюка світліше і трохи менш рудувате, ніж в спорідненого великодзьобого фірлюка. Тім'я і потилиця сіро-коричневі, з помітною темно-коричневою смугою. У більшості птахів також є білі смуги на шиї і на скронях. Над очима жовто-коричнева смуга, ширша, ніж у великодзьобого жайворонка. Верхня частина тіла сіро-коричнева. Горло і груди білуваті, груди світло-сіро-коричневі, живіт білуватий. Груди поцятковані великими, круглими, темно-коричневими плямами, які світліші, ніж у великодзьобих і м'янмарських фірлюків. Крила рудуваті, рульові пера темно-жовто-коричневі.  Дзьоб зверху темно-коричневий, знизу жовтувато-роговий. Лапи червонуваті або жовтувато-коричневі. Очі карі.

## Поширення і екологія
Китайські фірлюки поширені на півдні В'єтнаму і Лаосу, на більшій території Таїланду і Камбоджі, на сході М'янми. Вони живуть на луках, кам'янистих рівнинах, порослих чагарником, на полях, а також на узліссях тропічних, субтропічних і бамбукових лісів на висоті до 900 м над рівнем моря.

## Поведінка
Індійський фірлюк харчується насінням трав і безхребетними. Особливу помітну частку в раціоні птаха насіння становить під час сезону розмноження. В кладці 3-4 яйця. Яйця жовтуваті або сіруваті, поцятковані коричневими або сіруватими плямками.